# Sibylle Lewitscharoff

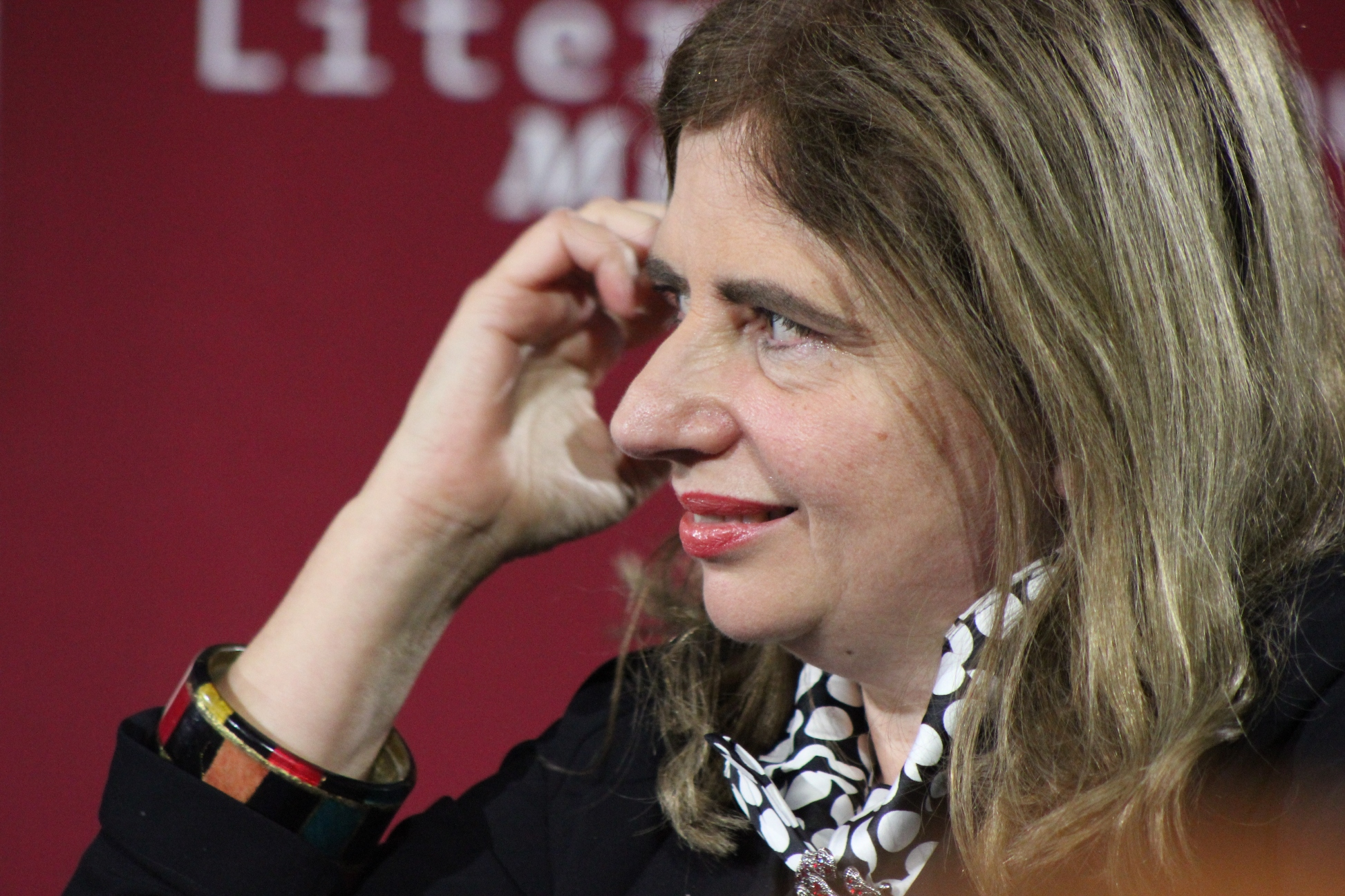
Lewitscharoff vid Literaturfest München 2012.

Sibylle Lewitscharoff, född 16 april 1954 i Stuttgart, död 13 maj 2023 i Berlin, var en tysk författare. Hennes far var bulgarisk och hennes mor tysk medborgare. Lewitscharoff studerade i Berlin och slog igenom som författare med romanen Pong, som tilldelades Ingeborg Bachmann-priset 1998. Hon har bland annat hämtat inspiration från sydamerikansk magisk realism. Enligt Lewitscharoff vill hon med sitt författarskap uppnå ett "samtal med de döda". År 2013 tilldelades hon två ansedda utmärkelser i hemlandet, dels Georg Büchner-priset, och dels Villa Massimo. Hon är inte översatt till svenska (2016).